# Kämpatjärnen
Kämpatjärnen är en sjö i Sundsvalls kommun i Medelpad och ingår i Ljungans huvudavrinningsområde. Sjön har en area på 0,0669 kvadratkilometer och ligger 367,1 meter över havet.

## Delavrinningsområde
Kämpatjärnen ingår i det delavrinningsområde (690851-154619) som SMHI kallar för Mynnar i Viggesjön. Medelhöjden är 304 meter över havet och ytan är 17,47 kvadratkilometer. Det finns inga avrinningsområden uppströms utan avrinningsområdet är högsta punkten. Luciabäcken som avvattnar avrinningsområdet har biflödesordning 3, vilket innebär att vattnet flödar genom totalt 3 vattendrag innan det når havet efter 76 kilometer. Avrinningsområdet består mestadels av skog (91 procent). Avrinningsområdet har 0,11 kvadratkilometer vattenytor vilket ger det en sjöprocent på 0,7 procent.